# Misikhu
Misikhu är en ort i distriktet Bungoma i provinsen Västprovinsen i Kenya. 